# Championnat de Saint-Vincent-et-les-Grenadines de football 2022-2023
Navigation
Édition précédente Édition suivante
La saison 2022-2023 du championnat de Saint-Vincent-et-les-Grenadines de football est la seizième édition de la SVG Premier Division, le championnat de première division de Saint-Vincent-et-les-Grenadines.
La compétition débute le 6 novembre 2022 avec neuf équipes, le System 3 FC (en) se retirant avant le début du calendrier.
Hope International (en), tenant du titre après l'abandon de la saison 2020-2021 et l'annulation de l'exercice 2021-2022, fait face aux huit meilleures équipes de Saint-Vincent-et-les-Grenadines. Au coude-à-coude avant la dernière journée de championnat, le Jebelle FC devance les North Leeward Predators d'un point au classement et décroche le premier titre de son histoire. Bon dernier, le club de Largo Height est relégué en deuxième division tandis que le champion de First Division et son dauphin, respectivement SV United et Camdonia Chelsea (en), sont promus pour l'édition 2023-2024.

## Équipes participantes
| \| Kingstown : Avenues United Awesome FC Hope International Jebelle FC Largo Height Pastures FC Kingstown Sion Hill North Leeward Layou FC \| Localisation des équipes engagées. |
| Kingstown : Avenues United Awesome FC Hope International Jebelle FC Largo Height Pastures FC Kingstown Sion Hill North Leeward Layou FC                                          |

| Équipe                       | Classement 2019-2020 | Ville         | Stade                |
| ---------------------------- | -------------------- | ------------- | -------------------- |
| Hope International (en)      | Champion             | Kingstown     | Victoria Park        |
| North Leeward Predators (en) | 2e                   | Chateaubelair | Goolin Playing Field |
| Jebelle FC                   | 4e                   | Kingstown     | Victoria Park        |
| Pastures FC (en)             | 5e                   | Kingstown     | Victoria Park        |
| Sion Hill (en)               | 6e                   | Sion Hill     |                      |
| Avenues United (en)          | 7e                   | Kingstown     | Victoria Park        |
| Awesome FC                   | 8e                   | Kingstown     | Victoria Park        |
| Layou FC (en)                | Promu                | Layou         | Layou Playing Field  |
| Largo Height                 | Promu                | Kingstown     |                      |

Légende des couleurs
- Tenant du titre
- Promu

## Compétition

### Classement
Les neuf équipes s'affrontent deux fois en format aller-retour, une fois à domicile, une fois à l'extérieur.
Le barème de points servant à établir le classement se décompose ainsi :
- Victoire : 3 points
- Match nul : 1 point
- Défaite : 0 point

| Rang | Équipe                       | Pts | J  | G | N | P  | Bp | Bc | Diff |
| ---- | ---------------------------- | --- | -- | - | - | -- | -- | -- | ---- |
| 1    | Jebelle FC                   | 31  | 16 | 9 | 4 | 3  | 39 | 15 | +24  |
| 2    | North Leeward Predators (en) | 30  | 16 | 9 | 3 | 4  | 32 | 20 | +12  |
| 3    | Layou FC (en)                | 27  | 16 | 7 | 6 | 3  | 27 | 21 | +6   |
| 4    | Hope International (en) T    | 27  | 16 | 8 | 3 | 5  | 29 | 31 | -2   |
| 5    | Avenues United (en)          | 25  | 16 | 8 | 1 | 7  | 33 | 40 | -7   |
| 6    | Awesome FC                   | 20  | 16 | 6 | 2 | 8  | 19 | 31 | -12  |
| 7    | Sion Hill                    | 17  | 16 | 5 | 2 | 9  | 27 | 25 | +2   |
| 8    | Pastures FC (en)             | 17  | 16 | 4 | 5 | 7  | 22 | 30 | -8   |
| 9    | Largo Height P               | 8   | 16 | 2 | 2 | 12 | 19 | 34 | -15  |

|  | Champion de Saint-Vincent-et-les-Grenadines 2022-2023 |
|  | Relégué en First Division                             |
|  | T : Tenant du titre                                   |

## Bilan de la saison
| Championnat de Saint-Vincent-et-les-Grenadines de football 2022-2023 |                         |
| Champion                                                             | Jebelle FC (1er titre)  |
| Dauphin                                                              | North Leeward Predators |
| Qualifications continentales                                         |                         |
| À déterminer                                                         | À déterminer            |
| Promotions et relégations                                            |                         |
| Promus en SVG Premier Division                                       | SV United               |
| Promus en SVG Premier Division                                       | Camdonia Chelsea (en)   |
| Relégués en SVG First Division                                       | Largo Height            |